# Camp accentual
El camp accentual és la part de cada paraula que pot rebre un accent, tant pel que fa a la natura dels sons que el formen com pel que fa a la seva posició. Per exemple, en català només les vocals es poden accentuar i aquesta força només pot existir en una síl·laba de cada mot (exceptuant compostos). Es diu que el camp accentual és lèxic, ja que depèn de cada paraula, del seu sentit, i no de patrons fixes, com és el cas de l'hongarès, on el camp accentual és la primera sil·laba de cada mot. El camp accentual és només teòric, perquè la pronunciació de mots en contacte amb d'altres poden fer desplaçar l'accent, igual que la intenció de donar èmfasi o l'entonació en algunes llengües.